# ブラジリアFC
ブラジリアFC (ポルトガル語: Brasília Futebol Clube)は、ブラジル・ブラジリアを本拠地とするサッカークラブである。

## 歴史
1975年6月2日、ブラジリアECとして設立。クラブはこれまでにカンピオナート・ブラジリエンセで8回の優勝を納めたが、1987年を最後に優勝から遠ざかっている。1999年に買収されたことを機にクラブ名が現在のブラジリアFCに変更された。また一時期、クラブカラーも赤から黄・青に変更されたが、2002年に戻された。

## タイトル

### 国内タイトル
- カンピオナート・ブラジリエンセ : 8回
  - 1976, 1977, 1978, 1980, 1982, 1983, 1984, 1987

- コパ・ヴェルデ : 1回
  - 2014

### 国際タイトル
なし

## 歴代監督
- アウグスト・ペドロ・デ・ソウザ 2010

## 歴代所属選手

### DF
- アウグスト・ペドロ・デ・ソウザ 2009

### MF
- エジマール・ベルナルデス・ドス・サントス 1977-1979
- エドゥアルド・アントゥネス・コインブラ 1979
- エリアス・バルボサ・デ・ソウザ 2007

### FW
- ワシントン・ステカネロ・セルケイラ 1989-1990
- ファビオ・ヌネス・フェルナンデス 2013
- アレックス・マルティンス・フェレイラ 2014